# Burgstall Vogelsburg
Der Burgstall Vogelsburg ist eine ehemalige Befestigung an der Volkacher Mainschleife. Der Ort war bereits in vor- und frühgeschichtlicher Zeit befestigt und wurde im Mittelalter weiter als Burganlage genutzt, bevor man ihn im 13. Jahrhundert in ein Kloster umwandelte. Heute befindet sich an der Stelle der Burg das Kloster Vogelsburg.

## Geographische Lage
Die ehemalige Abschnittsbefestigung befindet sich etwa 2,5 km von der Pfarrkirche in Astheim entfernt. Von der Johanneskirche in Escherndorf sind es nur ungefähr 0,8 km. Die erhaltenen Reste des Klosters erheben sich an der schmalsten Stelle einer Flussschlinge, der sogenannten Mainschleife, auf dem Bergrücken des Vogelbergs auf etwa 275 m ü. NHN Höhe. Die Entfernung zu den Flussufern des Mains zu beiden Seiten beträgt etwa 0,4 km.
Im Norden und Süden umgeben Steilhänge mit etwa 90 m Geländeabfall bis zum Main die Burgreste. Im Westen ist der Berg mit der sich anschließenden Hochfläche verbunden. Ein flacher Gleithang leitet im Osten in Richtung des Dorfes Astheim über. Die steilen Hänge der Südseite werden für den Weinbau (Weinlagen Escherndorfer Lump, Vogelsburger Pforte) genutzt, im Norden befinden sich Mischwälder. Die Staatsstraße St 2260 führt nahe an der Vogelsburg vorbei. Die ehemaligen Befestigungsanlagen liegen auf der Flur Escherndorfer Berg.

## Geschichte
Erste Befestigungen des Berges sind aus dem 2. Jahrtausend vor Christus überliefert. Ab diesem Zeitpunkt überdauerten die Anlagen mehrere Kulturen, sie wurden immer weiter verstärkt und ausgebaut. Das Ende kam im 13. Jahrhundert, wobei bereits zuvor der Verfall der Burg eingesetzt hatte. 

### Vor- und Frühgeschichte
Früheste Spuren der Besiedlung des Vogelbergs stammen aus dem Paläolithikum. Bei Weinbergsarbeiten kamen einige Schaber aus dieser Zeit zutage. Vor allem aus der Jungsteinzeit gab es viele Funde von den sogenannten Bandkeramikern. Auch die Michelsberger Kultur besiedelte den Berg. Hier tauchten vor allem Tonteller und Scherben auf. Von den Schnurkeramikern grub man Streitäxte und Trapezbeile aus.
Eine erstmalige Befestigung des Berges wurde wohl in der späten Kupferzeit oder der frühen Bronzezeit durchgeführt. Um 1500 v. Chr. errichtete man frühe Stein- und Holzpalisaden, sodass die Abschnittswälle in ihrer Grundform entstanden. Die zweite, umfangreicheren Befestigungen tammen aus der Urnenfelderzeit. Eine mit Holzrosten und Erdeinfüllungen verstärkte Wehrmauer wurde erbaut.
Um 400 v. Chr. eroberten die Kelten das Mainschleifengebiet und übernahmen die Befestigungen von den Vorgängerkulturen. Der germanische Großstamm der Franken bildete die letzte Welle der Besiedlung. Im fünften Jahrhundert nach Christi Geburt erreichte er den Vogelsberg und befestigte ihn. Ähnlich wie der Staffelberg, der Schwanberg und der Würzburger Marienberg wurde er in eine Festung umgewandelt, die den fränkischen Vorstoß sichern sollte.

### Königshof und Kloster
Der Berg, der zum fränkischen Krongut gehörte, wurde in eine villa regia, ein Königsgut, umgewandelt. Die Position als ein „Flaschenhals“ der fränkischen Besiedlung wurde weiter gesichert und ausgebaut. Eventuell übernahm die Vogelsburg mit ihrer Kapelle auch die Funktion einer Pfarrkirche an der Mainschleife, da sie bereits in der Antike Kultstätte war. Spätestens im 8. Jahrhundert büßte die Burg diese Position gegenüber Maria im Weingarten ein. 
Mit der Herrschaft der Karolinger rückte die Vogelsburg an den Rand der Verwaltungseinheiten am Main. Keine wichtige Straße führte fortan an der Befestigung vorbei, weshalb der Verfall der Befestigungen einsetzte. Ab 742 wurde die Burg Teil des Volkfeldgaus, der sich östlich des Mains am namensgebenden Fluss Volkach ausbreitete. Sie wurde mit einem Vogt versehen und zur Gauburg des Volkfelds umgewandelt. 
In den Jahren 896–899 schenkte Kaiser Arnulf von Kärnten das Königsgut dem Kloster Fulda. Im Jahr 906 wurde diese Schenkung bestätigt. Ludwig das Kind gab damit seinen Besitz „fugalespurc cum capella“ endgültig an das Kloster weiter. Im 11. Jahrhundert tauchte das Gotteshaus erneut in den Quellen auf, es wurde vom Fuldaer Mönch Eberhard als „Kirche“ (ecclesia) bezeichnet. 
Das 11. und 12. Jahrhundert war mit dem Aufstieg der Grafen von Castell verbunden. Sie eigneten sich die verfallende Burg an und errichteten an ihrer Stelle ein Kloster. 1282 setzte Graf Hermann einige Mönche der Karmeliten ein und stiftete eines der frühesten Klöster dieses Ordens in Deutschland. Die alten Burgmauern bildeten lediglich die Grenzmarkierung. Das eigentliche Klosterareal umfasste einen wesentlich kleineren Bereich als die Burganlage.

## Beschreibung
Die ehemaligen Abschnittswälle im Osten und Westen des Gebiets ziehen sich auf einer Länge von insgesamt mehr als 400 m hin. Ihre Breite beträgt nur 80–100 m. Im Osten überschneiden sich Wallreste teilweise mit dem heutigen Klosterareal, die Wallhöhe beträgt dort innen 0,6 m. Im Nordwesten ragen die Wälle noch 4,4 m in die Höhe und nehmen im Südwesten bis auf 6,6 m zu. Innen sind sie lediglich 4,3 m beziehungsweise 0,2 m hoch.
Das Bayerische Landesamt für Denkmalpflege ordnet die Reste der Befestigungen als Bodendenkmal unter der Nummer D-6-6127-0091 ein.